# Joachim Korecki
Joachim Korecki herbu Pogoń Litewska (zm. w pierwszych miesiącach 1613 roku) – kniaź, uczestnik walk z rokoszem Zebrzydowskiego w 1606.
Syn wojewody wołyńskiego Bohusza. Jesienią 1580 poślubił córkę kasztelana wileńskiego i marszałka wielkiego litewskiego Jana Chodkiewicza – Annę, z którą miał synów: Samuela i Karola oraz 5 córek: Marcybellę Annę, Lawinię lub Leonillę – żonę ks. Jana Albrechta Radziwiłła, Izabelę, Helenę – żonę ks. Marcina Kalinowskiego i Zofię. Według Bonieckiego, jeszcze miał córkę Serafinę, przeoryszę monasteru św. Bazylego w Korcu ritus graeci.
Dziedzic Targowicy. W 1577 posiadał włości korecką i międzyrzecką.